# Liste der Kulturdenkmale in Gödelitz
In der Liste der Kulturdenkmale in Gödelitz sind die Kulturdenkmale des Döbelner Ortsteils Gödelitz verzeichnet, die bis Oktober 2022 vom Landesamt für Denkmalpflege Sachsen erfasst wurden (ohne archäologische Kulturdenkmale). Die Anmerkungen sind zu beachten.
Diese Aufzählung ist eine Teilmenge der Liste der Kulturdenkmale in Döbeln.

## Gödelitz
| Bild                                    | Bezeichnung                           | Lage               | Datierung           | Beschreibung | ID       |
| --------------------------------------- | ------------------------------------- | ------------------ | ------------------- | --- | -------- |
| Direkt Bild zu diesem Denkmal hochladen | Ehemaliger Schafstall des Rittergutes | Gödelitz 1 (Karte) | Bezeichnet mit 1792 | Beeindruckender Bruchsteinbau mit markantem, steilen Satteldach in sehr gutem Originalzustand, baugeschichtlich und regionalgeschichtlich von Bedeutung. 1792 wurde der große Schafstall (Schäferei) des ehemaligen Rittergutes auf Veranlassung seines damaligen Eigentümers Heinrich Ludwig von Zehmen wieder erbaut. Der Vorgängerbau war bei einem Brand im gleichen Jahr vernichtet worden. Ursprünglich befand sich an Stelle des späteren Rittergutes ein Supanien Hauptort, im Mittelalter dann ein Vorwerk, welches 1764 zum Rittergut erhoben wurde. Von 1773 bis 1917 befand es sich im Besitz der Familie von Zehmen. Die Geschichte des Rittergutes endet mit dem Verkauf des Gutes an den Landwirt Max Schmidt, der es zu einem landwirtschaftlichen Musterbetrieb ausbaute. Der große Schafstall beeindruckt noch heute durch seine Kubatur und insbesondere durch seine Authentizität. Er gehört mit Sicherheit zu den wenigen weitgehend original erhaltenen Schäfereien des ausgehenden 18. Jahrhunderts in Sachsen. Auch bei der Sanierung und Umnutzung des Stalles nach 1990 konnten die Bruchsteinaußenwände ebenso wie der Dachstuhl und das äußere Erscheinungsbild weitgehend bewahrt und denkmalgerecht saniert werden. Der Denkmalwert der Schäferei ergibt sich vorrangig aus seiner baugeschichtlichen, landschaftsbildprägenden und regionalgeschichtlichen Bedeutung. | 09208893 |

## Tabellenlegende
- Bild: Bild des Kulturdenkmals, ggf. zusätzlich mit einem Link zu weiteren Fotos des Kulturdenkmals im Medienarchiv Wikimedia Commons. Wenn man auf das Kamerasymbol klickt, können Fotos zu Kulturdenkmalen aus dieser Liste hochgeladen werden:
- Bezeichnung: Denkmalgeschützte Objekte und ggf. Bauwerksname des Kulturdenkmals
- Lage: Straßenname und Hausnummer oder Flurstücknummer des Kulturdenkmals. Die Grundsortierung der Liste erfolgt nach dieser Adresse. Der Link (Karte) führt zu verschiedenen Kartendiensten mit der Position des Kulturdenkmals. Fehlt dieser Link, wurden die Koordinaten noch nicht eingetragen. Sind diese bekannt, können sie über ein Tool mit einer Kartenansicht einfach nachgetragen werden. In dieser Kartenansicht sind Kulturdenkmale ohne Koordinaten mit einem roten bzw. orangen Marker dargestellt und können durch Verschieben auf die richtige Position in der Karte mit Koordinaten versehen werden. Kulturdenkmale ohne Bild sind an einem blauen bzw. roten Marker erkennbar.
- Datierung: Baubeginn, Fertigstellung, Datum der Erstnennung oder grobe zeitliche Einordnung entsprechend des Eintrags in der sächsischen Denkmaldatenbank
- Beschreibung: Kurzcharakteristik des Kulturdenkmals entsprechend des Eintrags in der sächsischen Denkmaldatenbank, ggf. ergänzt durch die dort nur selten veröffentlichten Erfassungstexte oder zusätzliche Informationen
- ID: Vom Landesamt für Denkmalpflege Sachsen vergebene, das Kulturdenkmal eindeutig identifizierende Objekt-Nummer. Der Link führt zum PDF-Denkmaldokument des Landesamtes für Denkmalpflege Sachsen. Bei ehemaligen Kulturdenkmalen können die Objektnummern unbekannt sein und deshalb fehlen bzw. die Links von aus der Datenbank entfernten Objektnummern ins Leere führen. Ein ggf. vorhandenes Icon  führt zu den Angaben des Kulturdenkmals bei Wikidata.